# Antipodogomphus dentosus
Antipodogomphus dentosus is een libellensoort uit de familie van de rombouten (Gomphidae), onderorde echte libellen (Anisoptera).
De soort staat op de Rode Lijst van de IUCN als kwetsbaar, beoordelingsjaar 2007.
De wetenschappelijke naam van de soort is voor het eerst geldig gepubliceerd in 1991 door Watson.